# Миришу јабуке
Миришу јабуке је деветнаести албум групе Црвена јабука. Албум садржи 12 песама и изашао је у издању Croatia Records.

## Позадина
Током концерте промоције претходног албума, група је наступала у Краљеву поводом манифестације „Весели спуст“, Загребу, Сплиту поводом Дана заљубљених...
Један од чланова, Дарио Дувњак је издао дебитантски соло албум. На том албуму, гостовао је и Жера.

## Албум
На дан објављивања сингла „Први плес” са претходног албума, било је најављено да ће бенд објавити нови албум. За потребе албума, бенд је препевао „Дао сам ти душу” Алена Славице.
Бенд је јавно представио албум на тераси хотела Еспланаде у Загребу и најавио да ће кренути на европску турнеју како би прославили четрдесет година постојања.
Праћен је спотом за насловну нумеру, „Дао сам ти душу”, „Кад јој неко име спомене”, „Тула”.
Септембра 2024. албум је изашао на плочи.

## Списак песама
| №   | Назив                          | Трајање |  |
| 1.  | Кад јој неко име спомене       |         |  |
| 2.  | Друмови                        |         |  |
| 3.  | Дао сам ти душу                |         |  |
| 4.  | Знаш да имаш коме да се вратиш |         |  |
| 5.  | Миришу јабуке                  |         |  |
| 6.  | Кога једном проносају виле     |         |  |
| 7.  | Тула                           |         |  |
| 8.  | Кад у мају мак процвијета      |         |  |
| 9.  | Небо је ту                     |         |  |
| 10. | Кошуља од боли                 |         |  |
| 11. | Сплићанка                      |         |  |
| 12. | Јазија                         |         |  |

## Топ листе

### Недељна листа
| Листа     | Највиша позиција |
| --------- | ---------------- |
| ХР топ 40 | 1                |